# Emil Christensen
Emil Pathric William Christensen, född 14 juni 1984 i Huddinge församling, Stockholms län, alias HeatoN, är en svensk före detta professionell Counter-Strike-spelare som spelade i klaner som Ninjas in Pyjamas (NiP), SK-Gaming (SK) med flera. 
Christensen tillhörde den exklusiva elit inom e-sporten som tog de första stegen att bli professionella med spelarkontrakt och spelarföreningar. Med vinster inom alla de stora ligorna som WCG, ECL, samt CPL har Christensen vunnit allt man kan vinna inom e-sportens största sport "Counter-strike". Han ansågs allmänt som en av världens bästa Counter-Strike-spelare mellan åren 2001 till 2007 och har även vunnit priser som MVP under dessa år. Emil Christensen har även spelat otaliga matcher i det officiella svenska landslaget och vunnit matcher för Sverige. Med vinster i WCG visade Christensen under en tid likt sporten pingis av asiatisk dominans att man aldrig kan underskatta det svenska lagbygget. Han är speciellt känd för sin "sprayteknik", som handlar om att hantera vapnets rekyl genom precisa musrörelser. 
Namnet HeatoN kommer från märket Heaton som gör ishockeymålvaktsutrustningen Jotti.

## Karriär
Christensen vann världsmästerskapet Cyberathlete Professional League (CPL) 2001 med sitt lag Ninjas in Pyjamas. Efter detta gick han och merparten av de andra medlemmarna i laget med i e-sportorganisationen SK Gaming och bildade laget SK. Scandinavia, och senare SK, SK blev ett mycket framgångsrikt lag. I början av 2005 lämnade sju av spelarna SK Gaming och återgick till Ninjas in Pyjamas då spelarna inte fått sin utlovade lön av organisationen SK Gaming men framgångarna uteblev varvid flera spelare lämnade laget. SK Gamings VD, TheSlaSH, påstod senare att de fått de pengarna de skulle ha.
Han medverkade i dokumentären Kungar av Counterstrike som sändes på TV4 i tre delar från 2007.
Den 14 augusti 2007 meddelade Christensen att han slutar med Counter-Strike. Istället började han som coach för klanen Ninjas in Pyjamas. Han kom aldrig tillbaka som spelare då NiP:s moderbolag senare gick i konkurs. 
Christensen blev senare manager för CGS Stockholmslag, Stockholm Magnetik, som spelade Counter-Strike Source, FIFA, Dead or Alive, World of Warcraft med flera. Den 18 november 2008 tillkännagavs det att CGS har lagts ner och den 21 januari 2009 meddelade webbplatsen Rakaka att Christensen har skrivit på för e-sportföretaget QPAD för att hjälpa dem att utveckla musmattor. De har släppt en ny musmatta kallad "QPAD HeatoN". Christensen har gjort designen och materialet för musmattan. 
I augusti 2009 blev det officiellt att Christensen inlett ett samarbete med en av nykomlingarna på marknaden för gamingprodukter - Zowie. Inledningsvis var Christensen delaktig i utvecklandet och promotionsarbetet för den nya monitorn BenQ XL2410T.
Christensen slutade coacha för "Ninjas in Pyjamas" 2014 och rollen togs över av Faruk "Pita" Pita i augusti samma år. Emil driver nu istället företaget.
År 2016 valdes han som första person in i Electronic Sports League Hall of Fame. År 2017 deltog Christensen i den nionde säsongen av TV-programmet Mästarnas mästare, och han blev därmed den första e-sportaren att delta i programmet. Han tog plats i tävlingen efter att Jon Olsson hoppat av på grund av skada. Christensen försvann sedan, efter en "nattduell" med Josefin Lillhage, som förste tävlande ur tävlingen. 